# 貝霍維茨-1衝鋒槍
贝霍维茨-1（Bechowiec-1）是波蘭抵抗運動的戰士在第二次世界大戰中於地下工場自制的衝鋒槍。

## 歷史
1943年由工程師亨利克·斯特莫設計，反抗組織“波蘭家鄉軍”的地下工場負責生產。
該槍的命名“贝霍维茨”是為紀念“農民營”反抗組織中的成員貝霍維茨（Bechowcy）。

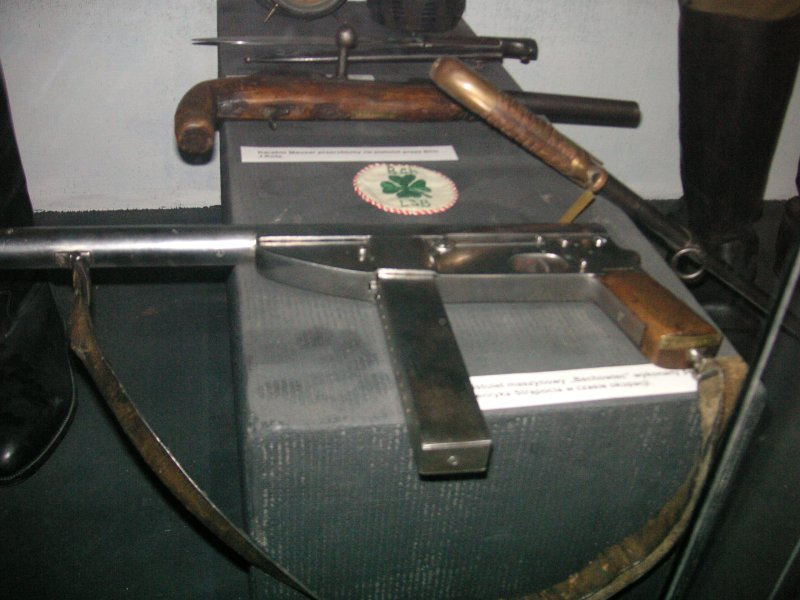
現存於华沙波蘭軍隊博物館內的贝霍维茨-1

## 設計
贝霍维茨-1是一種輕巧、細小、可選射及易於操作以便用於從事地下反抗活動的衝鋒槍。該槍發射能輕易在戰場上取得的德軍9×19毫米魯格彈。由於設計時考慮到該槍需要作為一種結構簡單的武器，贝霍维茨-1並沒有槍托，且採用了常見於半自動手槍的滑套以及閉鎖式槍栓，故它在單發射擊時準度較高。

## 加入戰場
在1943年夏季至1944年7月間，大概生產了11把贝霍维茨-1衝鋒槍，全用於暴風行動中，現在只有1把保存在波蘭华沙的波蘭軍隊博物館內。